# Amnat Ruenroeng
Amnat Ruenroeng (in thai: อำนาจ รื่นเริง; 18 dicembre 1979) è un pugile thailandese.

## Palmarès

### Mondiali dilettanti
- 1 medaglia:
  - 1 bronzo (Chicago 2007 nei pesi mosca leggeri)

### Giochi asiatici
- 1 medaglia:
  - 1 bronzo (Guangzhou 2010 nei pesi mosca leggeri)

### Giochi del Sud-est asiatico
- 2 medaglie:
  - 2 ori (Nakhon Ratchasima 2007 nei pesi mosca leggeri; Vientiane 2009 nei pesi mosca)